# Babinec (Horvátország)
Babinec falu Horvátországban, Varasd megyében. Közigazgatásilag Cesticához tartozik.

## Fekvése
Varasdtól 19 km-re északnyugatra, a Dráva jobb partján a Varasdot a szlovéniai Ptujjal összekötő 2-es számú főút mellett a szlovén határ közelében fekszik.

## Története
Egykor itt haladt át a régi római út, mely Ptujt (Poetovio) és Eszéket (Mursa) összekötötte. Az itt előkerült régészeti leletek alapján Adam Baltazar Krčelić horvát történetíró Babinecet az ősi pannóniai Aniciával azonosította.
A mai települést 1334-ben a zágrábi káptalan oklevelében említik először. A szőlőtermesztésnek évszázados hagyományai vannak a településen, melyet már a kelták és a rómaiak is műveltek ezen a vidéken. Akkoriban Babinek lehetett a neve, ezt igazolja a 17. századi Fájdalmas Krisztus oszlop is, amelyen ez a név szerepel.
1857-ben 221, 1910-ben 326 lakosa volt. 1920-ig Varasd vármegye Varasdi járásához tartozott. 2001-ben  a falunak 428 lakosa volt. Lakói főként mezőgazdaságból, szőlőtermesztésből élnek.

## Népessége
| Lakosság változása | Lakosság változása | Lakosság változása | Lakosság változása | Lakosság változása | Lakosság változása | Lakosság változása | Lakosság változása | Lakosság változása | Lakosság változása | Lakosság változása | Lakosság változása | Lakosság változása | Lakosság változása | Lakosság változása | Lakosság változása |
| ------------------ | ------------------ | ------------------ | ------------------ | ------------------ | ------------------ | ------------------ | ------------------ | ------------------ | ------------------ | ------------------ | ------------------ | ------------------ | ------------------ | ------------------ | ------------------ |
| 1857               | 1869               | 1880               | 1890               | 1900               | 1910               | 1921               | 1931               | 1948               | 1953               | 1961               | 1971               | 1981               | 1991               | 2001               | 2011               |
| 221                | 235                | 281                | 308                | 301                | 326                | 338                | 408                | 510                | 508                | 501                | 503                | 458                | 448                | 428                | 575                |

## Nevezetességei
A Fájdalmas Krisztus-oszlopot 1658-ban készítették.

## Sport
A falu labdarúgó klubja az NK Dinamo Babinec